# Джеральд Пол Карр

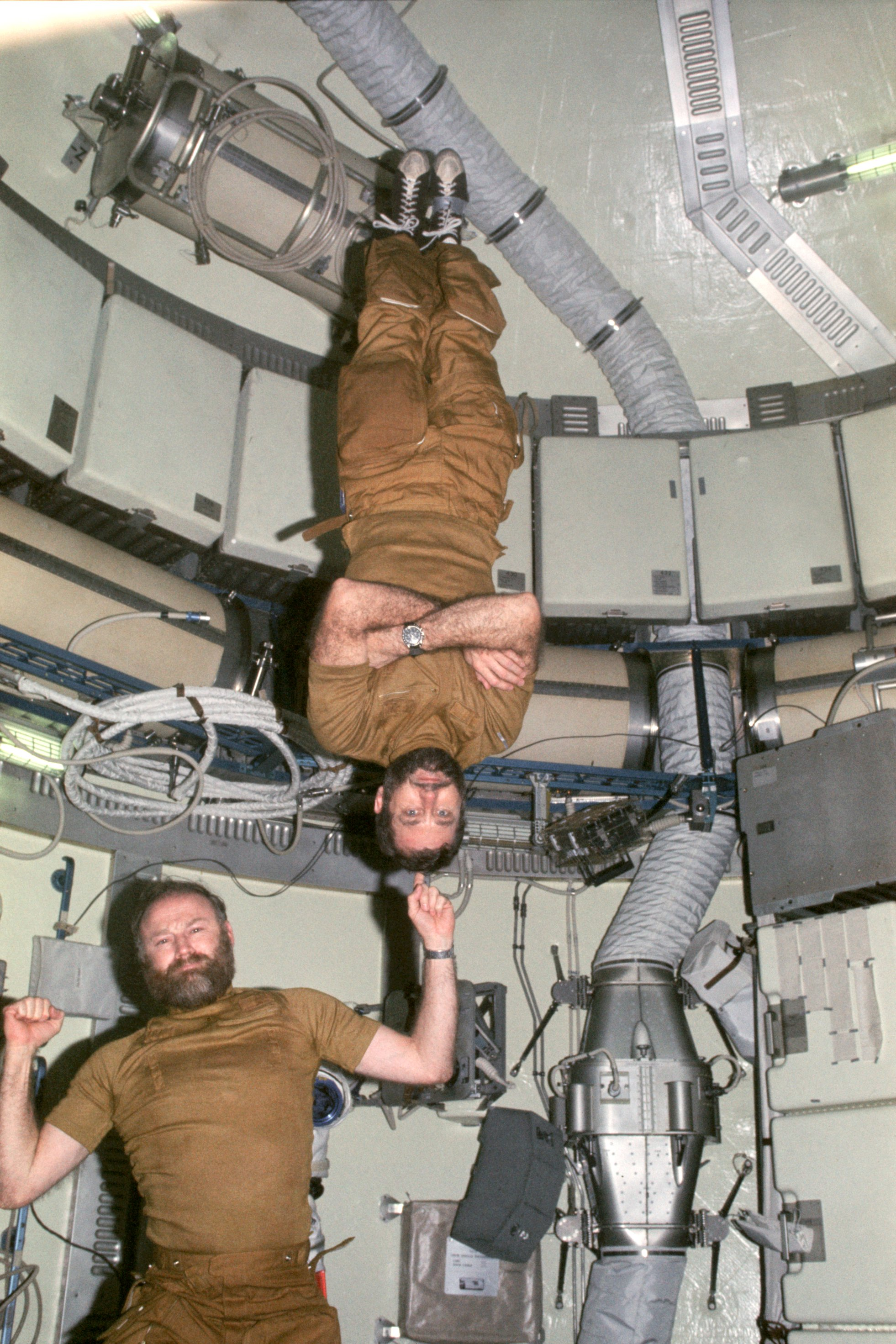
Астронавт Карр(внизу)демонструє переваги невагомості, утримуючи Поуга на одному пальці.

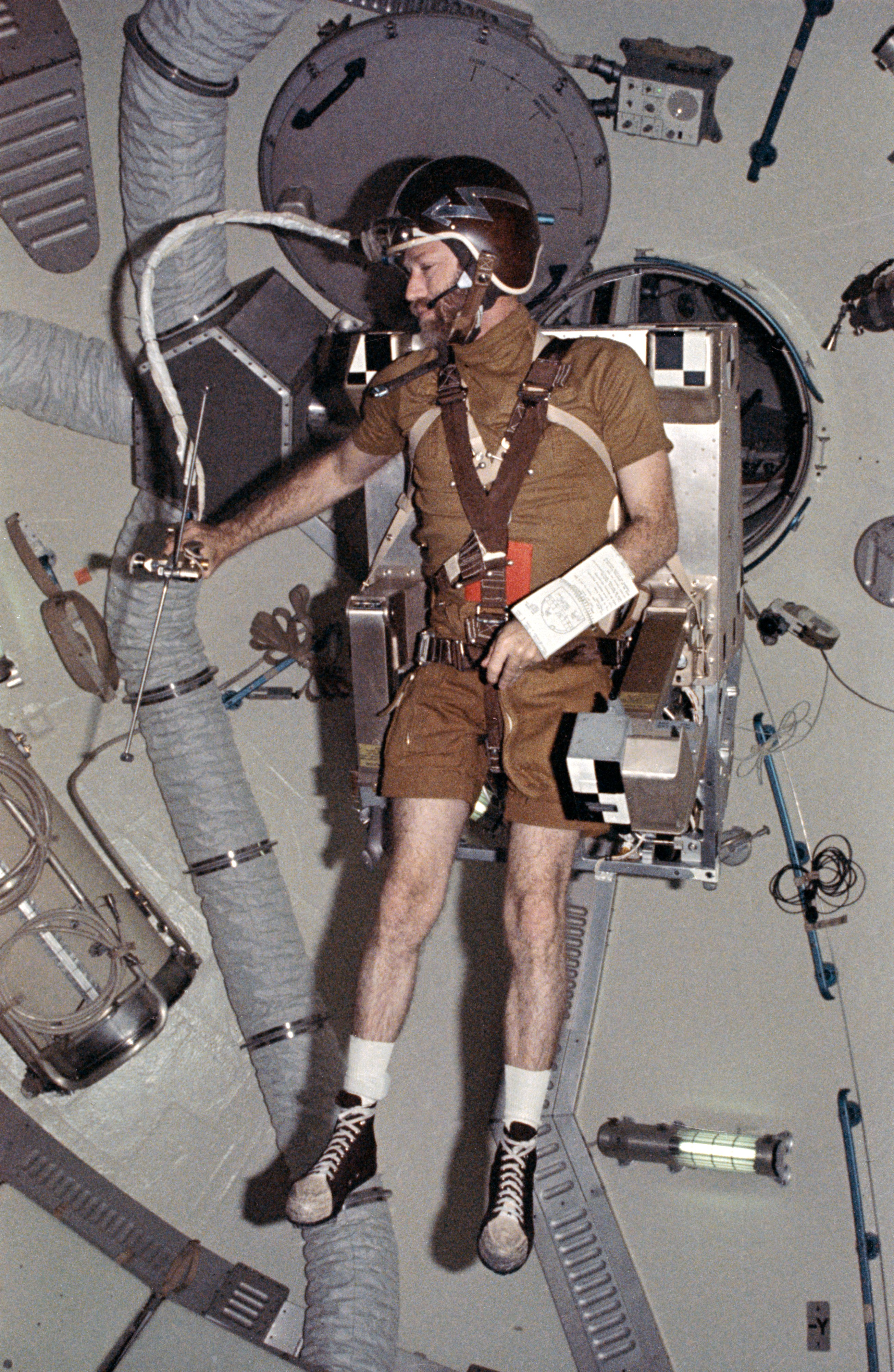
Астронавт Карр відчуває маневрове крісло з ручним керуванням М509.

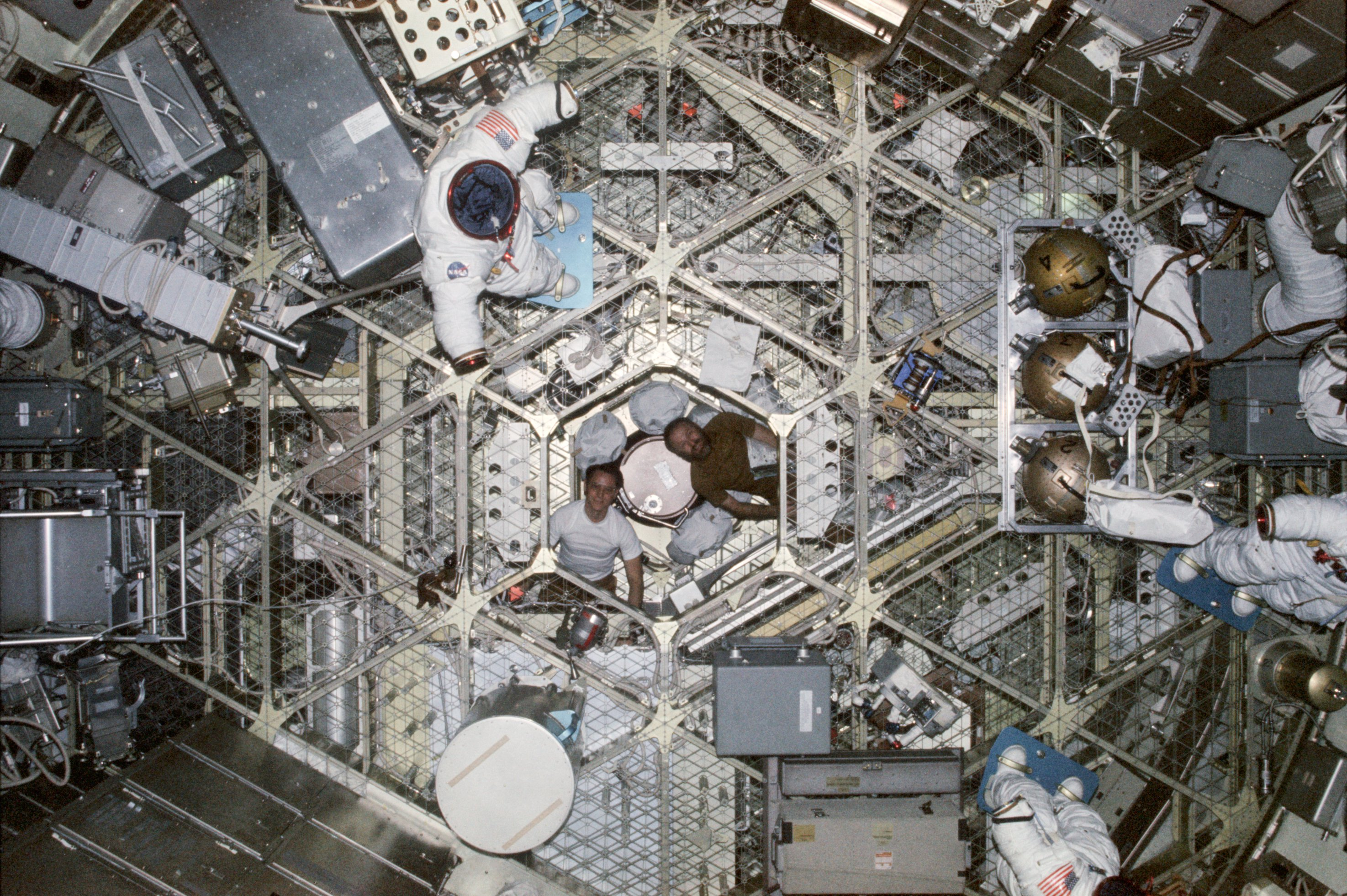
На Скайлебі: Гібсон і Карр (праворуч).

Джеральд Пол Карр (англ. Gerald Paul Carr; 22 серпня 1932 — 26 серпня 2020) — колишній астронавт НАСА. Здійснив один космічний політ — як командир екіпажу на космічному кораблі «Скайлеб-4», в 1974 році встановив рекорд перебування та роботи в космосі — 84 дні, здійснив три виходи у відкритий космос. Полковник КМП, у відставці з вересня 1975 року.

## Народження і освіта
Народився 22 серпня 1932 року в місті Денвер, штат Колорадо, але виріс у місті Санта-Анна, штат Каліфорнія, яке і вважає своєю батьківщиною. Тут Карр в 1949 році закінчив середню школу. У 1954 році закінчив Університет Південної Каліфорнії і отримав ступінь бакалавра технічних наук з механіки (машинобудування). У 1961 році в Аспірантурі ВМС США отримав ступінь бакалавра наук з авіаційної техніки. У 1962 році в Принстонському університеті отримав ступінь магістра наук з авіаційної техніки.

## Військова кар'єра
Почав службу в ВМС в 1949 році як курсант служби підготовки офіцерів запасу. Після закінчення в 1954 році Університету вступив на курси основної підготовки особового складу Корпусу морської піхоти (КМП) США на базі КМП Куантіко в Вірджинії. Пройшов льотну підготовку на авіабазах ВМС Пенсакола у Флориді і Кінгсвілл в Техасі. В 1956—1962 роках служив у 114-й всепогодній винищувальній ескадрильї КМП, де пройшов додаткову підготовку на літаках «F-9» і «F-6A Skyray». В 1962—1965 роках служив у 122-й всепогодній винищувальній ескадрильї КМП як пілот «F-8 Crusader». До моменту зарахування в загін астронавтів служив у Відділі випробувань 3-й ескадрильї наведення авіації КМП, займаючись випробуваннями системи збору і обробки тактичних даних. Військові звання: майор КМП — 1966. Полковник КМП (1975), у відставці з вересня 1975 року. Загальний наліт становить понад 8 000 годин, з них 5365 годин на реактивних літаках.

## Космічна підготовка
В квітні 1966 був зарахований в 5-й набір астронавтів НАСА. Після проходження підготовки отримав призначення в Відділ астронавтів НАСА. Працював оператором зв'язку (англ. CapCom) під час польоту кораблів Аполлон-8 і Аполлон-12. Входив в екіпажі підтримки цих кораблів. Брав участь у випробуваннях місячного автомобіля для пересування по Місяцю. Був включений в основний екіпаж корабля Аполлон-19 як пілот місячного модуля, проте політ цього корабля був скасований з фінансових міркувань.

## Космічний політ
- Скайлеб-4, з 16 листопада 1973 по 8 лютого 1974 року як командир екіпажу третьої експедиції на станцію Скайлеб. Під час польоту виконав три виходи у відкритий космос: 25.12.1973 — тривалістю 7 годин 01 хвилину; 29.12.1973 — тривалістю 3 години 29 хвилин і 03.02.1974 — тривалістю 5:00 19 хвилин. Тривалість польоту склала 84 дня 1:0[2]. Крім величезної кількості отриманих експедицією наукових матеріалів, цей екіпаж «відзначився» ще й тим, що першим в історії космонавтики зустрів на орбіті Новий рік (в ніч з 31 грудня 1973 на 1 січня 1974). В середині 1974 був призначений керівником групи апаратних засобів підтримки процесу проектування, брав участь у проектуванні різних вузлів космічних апаратів, систем моделювання та підготовки екіпажів і розробці людино-машинного інтерфейсу.

Тривалість робіт у відкритому космосі — 15 годин 49 хвилин. Тривалість польоту — 84 дні 1 година 15 хвилин. Пішов з загону астронавтів в червні 1977 року.

## Після НАСА
В 1977—1981 роках працював першим віце-президентом інженерно-консультаційної фірми «Bovay Engineers, Inc.» в Х'юстоні. У 1981—1983 роках працював старшим науковим радником президента компанії «Applied Research, Inc.» в Лос-Анджелесі. У 1983—1985 роках керував роботами по створенню 300-дюймового телескопа в Техаському університеті. У 1984 році заснував власну компанію «CAMUS Inc.», що займається проектуванням космічної техніки з урахуванням людського фактора. Працює за контрактами на фірму «Boeing», проектуючи робочі місця екіпажу МКС.

## Нагороди
Медаль за службу національній обороні (США), Армійська експедиційна медаль, Експедиційна медаль Морського корпусу (1971), Медаль «За видатну службу» (НАСА) (1974), Медаль «За видатну службу» (ВМС США) (1974), Бейдж Астронавта (1974), Золота медаль міста Чикаго (1974), Премія випускнику Університету Південної Каліфорнії (1974), Премія Орла «бойскаут Америки» (1974), Золота медаль міста Нью-Йорк (1974), медаль НАСА «За космічний політ» (1974), Золота медаль Міжнародної Федерації Аеронавтики, Диплом В. М. Комарова Міжнародної авіаційної федерації (1974), його ім'я внесено в Зал слави американських астронавтів.

## Сім'я
- Дружина (колишня) — Джоанн Рут Петрі. Діти: дочка Дженіфер Енн (31.07.1955), близнюки Джемі Едель і Джефрі Ернст (03.07.1958), син Джон Крістіан (04.04.1962), близнюки Джессіка Луїз і Джошуа Лі (12.03.1964).
- Дружина (друга) — Патрісія Л. Масик.

Захоплення: плавання під водою з аквалангом, полювання, рибалка і робота по дереву.

## Джерело
- Офіційна біографія НАСА [Архівовано 23 листопада 2013 у Wayback Machine.](англ.)